# Kandaol
Kandaol es una comuna (khum) del distrito de Botum Sakor, en la provincia de Koh Kong, Camboya. En marzo de 2008 tenía una población estimada de 3644 habitantes.
Se encuentra ubicada al suroeste del país, en la zona de los montes Cardamomo y cerca de la costa del golfo de Tailandia.